# Brian Nielsen (boxeador)
Brian Nielsen (Korsør, 1 de abril de 1965) é um ex-boxeador profissional e medalhista olímpico, nascido na Dinamarca. Ele deteve o título mundial dos pesos pesados da IBO (Organização Internacional de Boxe) de 1996 a 1999, defendendo-o com sucesso 5 vezes, inclusive contra Larry Holmes, o segundo maior número de defesas atrás do recorde de Wladimir Klitschko. Em determinado momento, Nielsen igualou o recorde de Rocky Marciano de 49 vitórias consecutivas sem derrotas. Foi também campeão mundial do IBC (Conselho Internacional de Boxe) de 2000 a 2001. Embora nunca tenha conquistado o cinturão mundial por nenhum dos quatro principais órgãos sancionadores (WBC, IBF, WBA e WBO), ele derrotou vários ex-campeões mundiais que tinham, incluindo James Smith, Jeff Lampkin, Tony Tubbs, Carlos De León, Tim Witherspoon, Orlin Norris e Uriah Grant.

## Carreira amadora
Como amador, Nielsen ganhou medalhas de bronze na divisão de super pesos pesados no Campeonato Europeu de 1991 e nas Olimpíadas de 1992 em Barcelona.
Brian Nielsen foi enviado para Svendborg, onde Johnny Antonsen havia combinado uma partida contra o herói local Carsten Dahl. Nielsen venceu facilmente Dahl, vencendo por nocaute no segundo turno. Dahl mais tarde teve a oportunidade de vingança, mas novamente Nielsen venceu por nocaute.
Ele foi campeão da Zelândia e campeão dinamarquês por cinco anos consecutivos (1988-1992), e também venceu vários torneios internacionais. Sua carreira como amador terminou após as Olimpíadas de Barcelona em 1992, onde ganhou o bronze. Nas semifinais, perdeu para o poderoso cubano Roberto Balado. Balado venceu por 15-1.
No total, Nielsen teve 111 lutas como amador e venceu 104. Ele só contou uma vez na carreira de amador e apenas uma vez foi parado antes do tempo - durante a luta no Campeonato Europeu de 1989, onde sofreu um corte próximo a um dos olhos. Seu oponente nesta partida foi o boxeador grego George Tsachakis, que participou da final.

## Carreira profissional
Após sua vitória sobre o ex-campeão da Associação Mundial de Boxe, James 'Bonecrusher' Smith, em outubro de 1994, Nielsen começou a atrair atenção. Ele passou a segurar o cinturão menor de IBO durante uma sequência invicta igual à da lenda Rocky Marciano. Mais tarde, ele ocupou o cinturão menor do IBC.